# John Paul Jones (vlootofficier)
John Paul Jones (Arbigland, 6 juli 1747 - Parijs, 18 juli 1792) was een Schots marinecommandant. Hij verwierf faam in Amerikaanse dienst tijdens de Amerikaanse Onafhankelijkheidsoorlog.

## Jeugd en opleiding
John Paul Jones werd geboren in Schotland, als kind van John Paul Sr. (m) en Jean McDuff (v). Jones begon zijn maritieme carrière toen hij dertien was. Tot 1768 voer Jones mee op slaven- en vrachtschepen, tot hij onverwacht bevorderd werd tijdens een reis in 1768. De kapitein en de "ranking mate" stierven beiden plotseling aan gele koorts, waardoor Jones het bevel kreeg over het schip. Jones wist het schip veilig naar een haven te manoeuvreren en werd als dank door de reders bevorderd. In 1771 of 1772 doodde Jones een matroos met een zwaard na een onenigheid over het loon. Jones claimde dat dit uit zelfverdediging was. Later vluchtte hij hiervoor naar de Verenigde Staten.

## Amerikaanse Onafhankelijkheidsoorlog
Vanaf 1776 tot 1787 vocht John Paul Jones met de Amerikaanse marine tegen het Britse rijk. Van 3 tot 4 maart 1776 assisteerde John Paul Jones bij de landingen op en de slag bij Nassau. Op 6 april 1776 hielp Jones bij de Slag bij Block Island, waar de Amerikaanse marine vocht tegen een Brits schip nabij Rhode Island. Op 22 september 1776 viel Jones Canso, Nova Scotia aan, waar zijn vloot 15 schepen vernietigde en schade aanrichtte aan het kustgebied. In 1778 raakte Jones verwikkeld in een slag met een Brits schip, wat later bekend werd als de Zeeslag bij North Channel. Hier richtte Jones aanzienlijke schade aan bij het Britse HMS Rake. Er sneuvelden vijf Britse matrozen en 20 matrozen raakten gewond. Op 23 september 1779 voerde Jones het bevel over de Amerikaanse vloot tijdens de Zeeslag bij Flamborough Head. Hier versloeg hij de Britse vloot en maakte hij zo'n 120 Britse slachtoffers en nam hij twee Britse schepen mee als oorlogstrofee.

## Russische dienst
In 1787 vocht John Paul Jones aan Russische zijde tijdens de Russisch-Turkse Oorlog van 1787 tot 1792. Catharina II van Rusland prees hem voorafgaand aan zijn dienst en zei dat John Paul Jones Constantinopel zou bereiken. Na enige successen op de Zwarte Zee werd Jones teruggeroepen naar Sint-Petersburg. In 1788 ging hij uit dienst.

## Dood

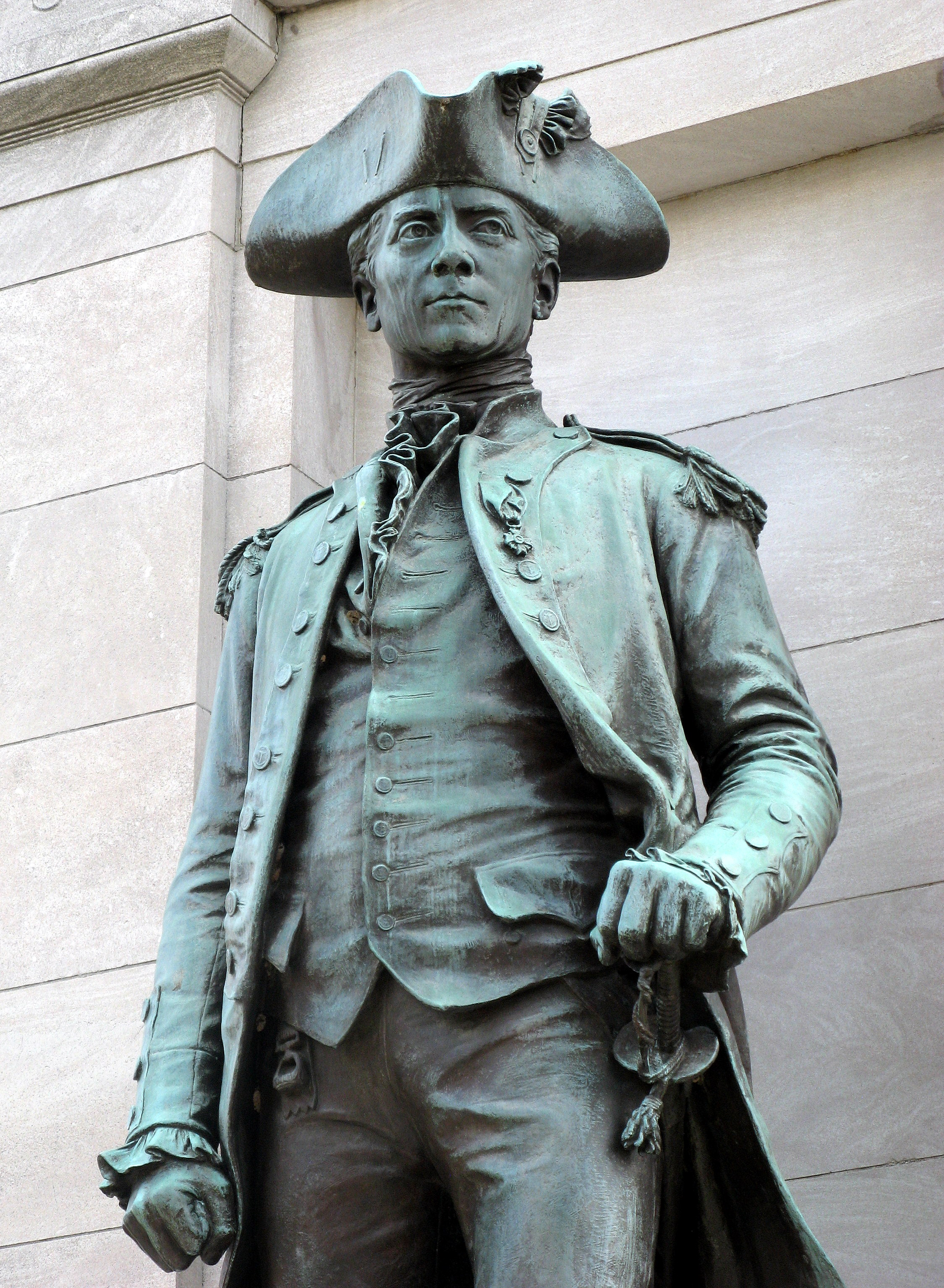
Het beeld van John Paul Jones

Op 18 juli 1792 stierf John Paul Jones te Parijs aan tubulo-interstitiële nefritis. Hij werd begraven in Parijs. In 1905 werden de overblijfselen van zijn lichaam door een pantserschip, geëscorteerd door drie kruisers, naar de Verenigde Staten gebracht. Hier sloten zeven Amerikaanse slagschepen zich aan bij het escorte. Op 26 januari 1913 werd een bronzen beeld van Jones onthuld in Washington D.C.. Er zijn later meerdere Amerikaanse marineschepen naar hem vernoemd.